# Euonyx laqueus
Euonyx laqueus är en kräftdjursart som beskrevs av J. L. Barnard 1967. Euonyx laqueus ingår i släktet Euonyx och familjen Uristidae. Inga underarter finns listade i Catalogue of Life.